# Boophone haemanthoides
Boophone haemanthoides — вид рослини родини амарилісові.

## Будова
Рослина геофіт, що росте до 50 см висоти. Цибулина покрита товстим шаром папероподібного лушпиння. Дві треті цибулини знаходиться над поверхнею землі. Деякі старі цибулини можуть досягати віку більше 100 років. Хвилясте листя з'являється взимку у двох протилежних пучках. Квіти з'являються влітку, коли листя уже відмерло. Після цвітіння суцвіття трансформується у кулеподібну форму супліддя, на якій дозріває насіння. Кругле висохле супліддя перетворюється на перекотиполе, що розносить насіння на великі відстані.

## Поширення та середовище існування
Зростає у Намібії, на західному березі Капської провінції та всередині континента на горах Кару. 

## Галерея

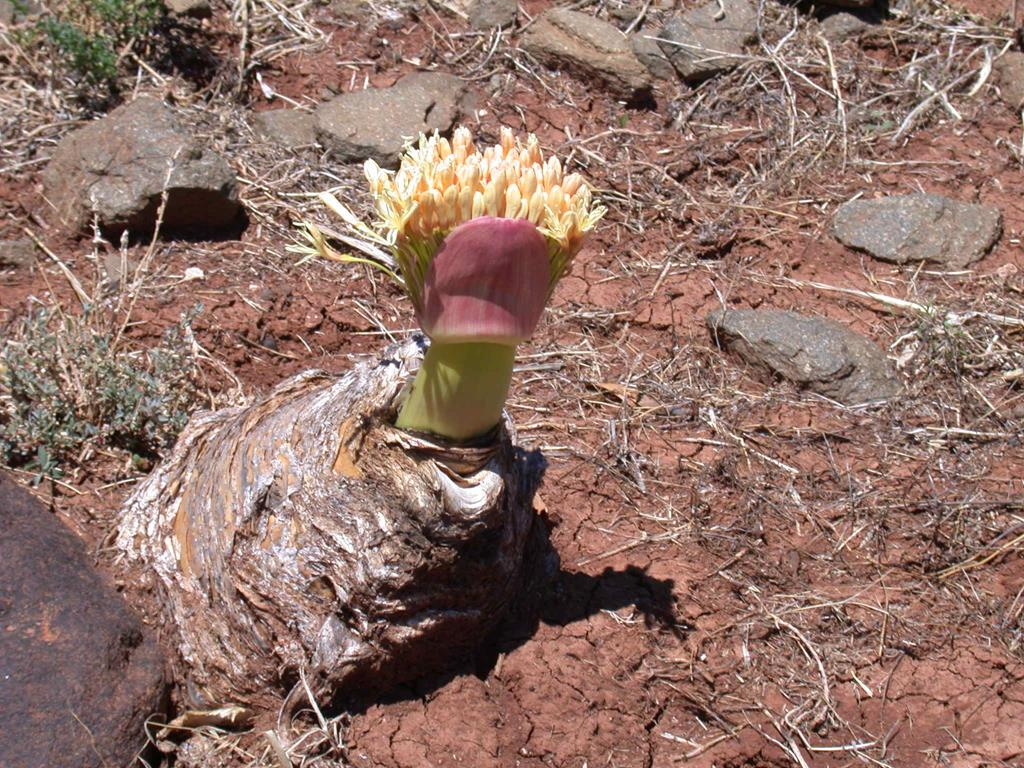
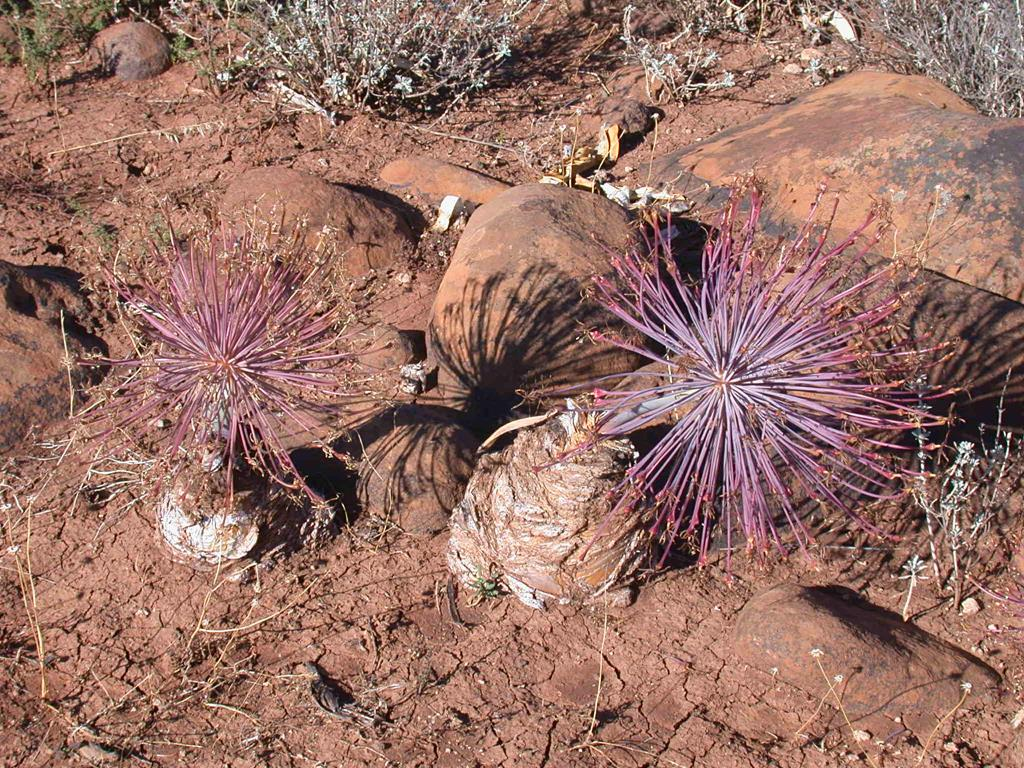
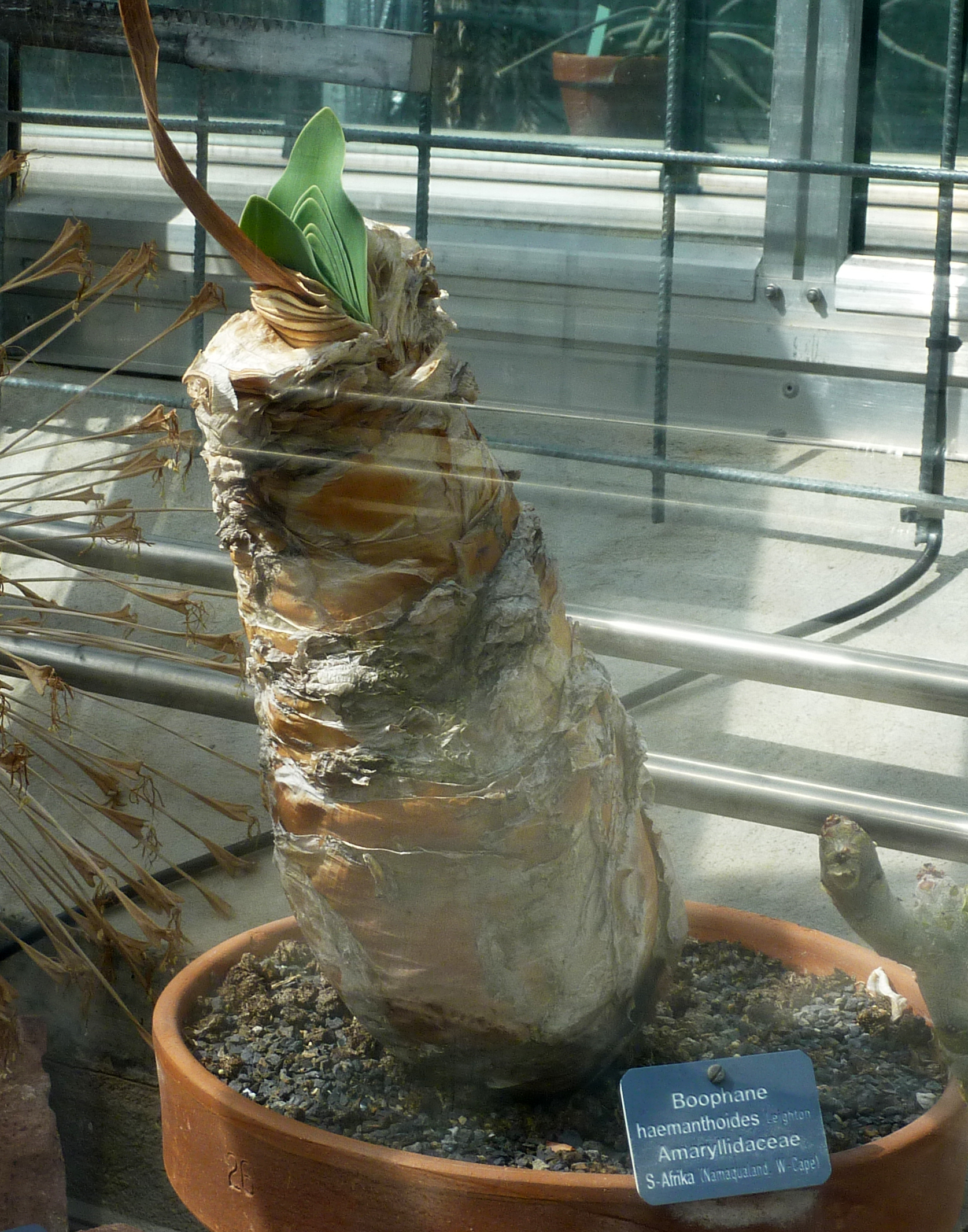
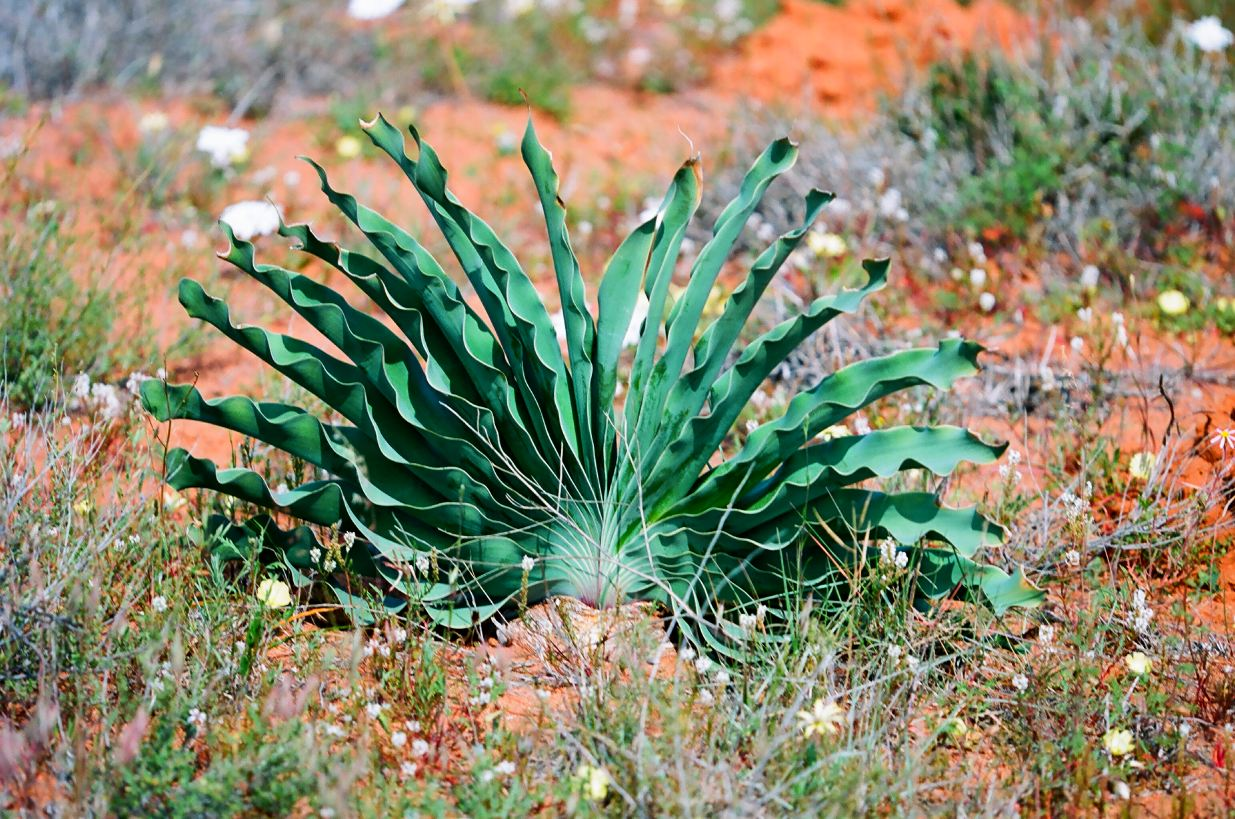

## Практичне використання
Вирощується як декоративна рослина.